# ملكة جمال الأرض 2020
ملكة جمال الأرض 2020 هي النسخة العشرين من مسابقة ملكة جمال الأرض. في ليلة التتويج الافتراضية لملكة جمال الأرض بالولايات المتحدة التي عقدت في 29 نوفمبر 2020 كإجراء وقائي بسبب جائحة كوفيد -19، هذا العام تم تقسيم المرشحين الـ 84 الذين يتنافسون على اللقب إلى أربع مجموعات قارية. في نهاية الحدث توجت ليندسي كوفي من الولايات المتحدة من قبل نيلس بيمينتيل من بورتوريكو . هذه هي المرة الأولى التي تفوز فيها الولايات المتحدة بلقب ملكة جمال الأرض ، لتصبح رابع دولة تفوز بواحدة على الأقل في مسابقات الجمال الأربع الكبرى الدولية.

## النتائج

### المراكز النهائية
| النتائج النهائية                  | المتنافسة |
| --------------------------------- | --- |
| ملكة جمال الأرض 2020              | - الولايات المتحدة - ليندسي كوفي |
| ملكة جمال الهواء (الوصيفة الأولى) | - فنزويلا - ستيفاني زريق |
| ملكة جمال الماء (الوصيفة الثانية) | - الفلبين - روكسان أليسون باينز § |
| ملكة جمال النار (الوصيفة الثالثة) | - الدنمارك - ميكالا روبنشتاين |
| أفضل 8                            | - ميانمار - امارا شون لي - هولندا - تيسا لو كونغ § - بولندا - سابينا بيكتوفسكا - بورتوريكو - كريستال باديلو |
| أفضل 20                           | - بيلاروسيا - ماريا ريزنيوك - كوستاريكا - كيلي أفيلا § - كوت ديفوار - - ألمانيا - أنابيلا فليك - اليابان - آنا تود - كينيا - فريده كاريوكي - نيجيريا - جوينيفير شيوما إيفينييز - بنما - أنايانسي دي غراسيا - البرتغال - إيفانا روشكو - سنغافورة - كريستينا كاي - جنوب أفريقيا - لونغو كاتيتي § - تايلند - تييابار سريتسيريسوفارنا |

§ - أفضل الفائزين بالفيديو البيئي يتقدمون تلقائيًا إلى أفضل 20.

## الروابط الخارجية
- موقع ملكة جمال الأرض الرسمي
- مؤسسة ملكة جمال الأرض
- مؤسسة ملكة جمال الأرض أطفال أحب كوكبي